# جان فرنسوا كان
جان فرانسوا كان (بالفرنسية: Jean-François Kahn)‏ هو كاتب مقالات وصحفي فرنسي، ولد في 12 يونيو 1938 في فيرفلاي ‏ في فرنسا.

## وصلات خارجية
- جان فرنسوا كان على موقع IMDb (الإنجليزية)
- جان فرنسوا كان على موقع قاعدة بيانات الفيلم (الإنجليزية)